# Kauksi Ülle

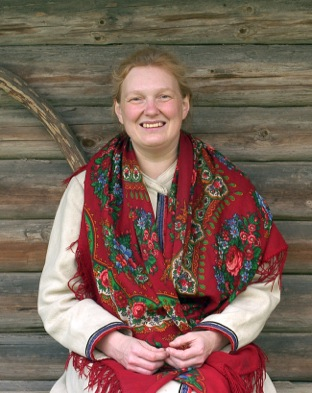
Ulle, 2005

Kauksi Ülle (Võru, 23 de septiembre de 1962) es una escritora y periodista estonia, escribe principalmente en võro.

## Trayectoria
Creció en la aldea de Saarlasõ y estudió primaria en Rõugõ y secundaria en Võro. Se licenció en periodismo en 1986 por la Universidad de Tartu.
Ha trabajado en diversos medios como la publicación Kultuur ja Elu (1986-1987) o Võru Raadio (1991-1993).

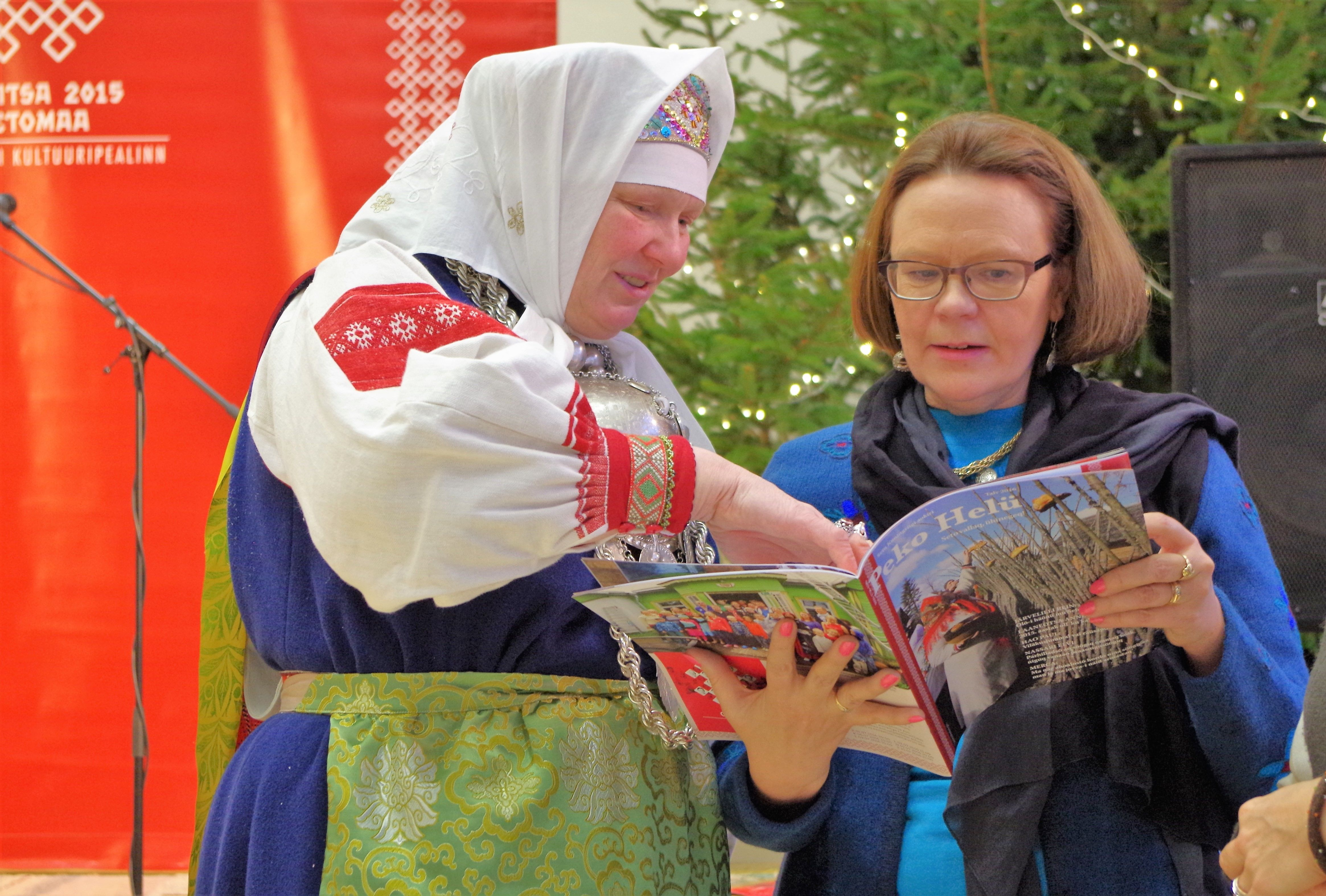
Kauski Ülle, vestida con el traje tradicional con la embajadora finlandesa en Estonia en 2016

## Obra

### Poesía
- 1987 Kesk umma mäke
- 1989 Hanõ vai luigõ
- 1991 Jyriyy
- 1995 Agu ni Eha. Morn and Eve
- 1996 Kuldnaanõ. Kultanainen
- 2001 Nõsõq rõõmu mõrsija
- 2003 Käänüpäiv
- 2012 Palunõiaq
- 2012 Valit luulõq

### Narrativa
- 1997 Säng
- 1998 Paat
- 2000 Huuv
- 2003 Uibu
- 2014  Ülim tõde

### Teatro
- 2004 Taarka
- 2006 Kuus tükkü